# José María Bustamante
Fernando José María Bustamante (* 19. März 1777 in Toluca de Lerdo; † 4. Dezember 1861 in Mexiko-Stadt) war ein mexikanischer Komponist.
Bustamante wirkte an verschiedenen Kirchen in Mexiko-Stadt als Kapellmeister, zuletzt an der Kathedrale. Er war in der mexikanischen Unabhängigkeitsbewegung aktiv und unterrichtete am ersten Konservatorium Lateinamerikas, das 1824 in Mexiko gegründet wurde.
Bekannt wurde sein heroisches Melodram Méjico libre (Freies Mexiko). Außerdem komponierte er eine Oper und kirchenmusikalische Werke.